# پیتر نوگلی
پیتر نوگلی (به آلمانی: Peter Nogly) بازیکن فوتبال و مدافع اهل آلمان است که از سال ۱۹۷۷ میلادی عضو تیم ملی فوتبال آلمان بوده‌است. وی در ۴ بازی ملی حضور داشته است و آخرین بازی ملی خود را در سال ۱۹۷۷ میلادی انجام داد. پیتر نوگلی در بازی‌های ملی‌اش گلی به ثمر نرساند.